# بخش فریپورت (شهرستان هریسون، اوهایو)
بخش فریپورت (به انگلیسی: Freeport Township) یک منطقهٔ مسکونی در ایالات متحده آمریکا است که در شهرستان هریسون، اوهایو واقع شده‌است.
 بخش فریپورت ۶۲٫۴ کیلومتر مربع مساحت و ۷۴۵ نفر جمعیت دارد و ۲۶۷ متر بالاتر از سطح دریا واقع شده‌است.